# تولید قهوه در لائوس

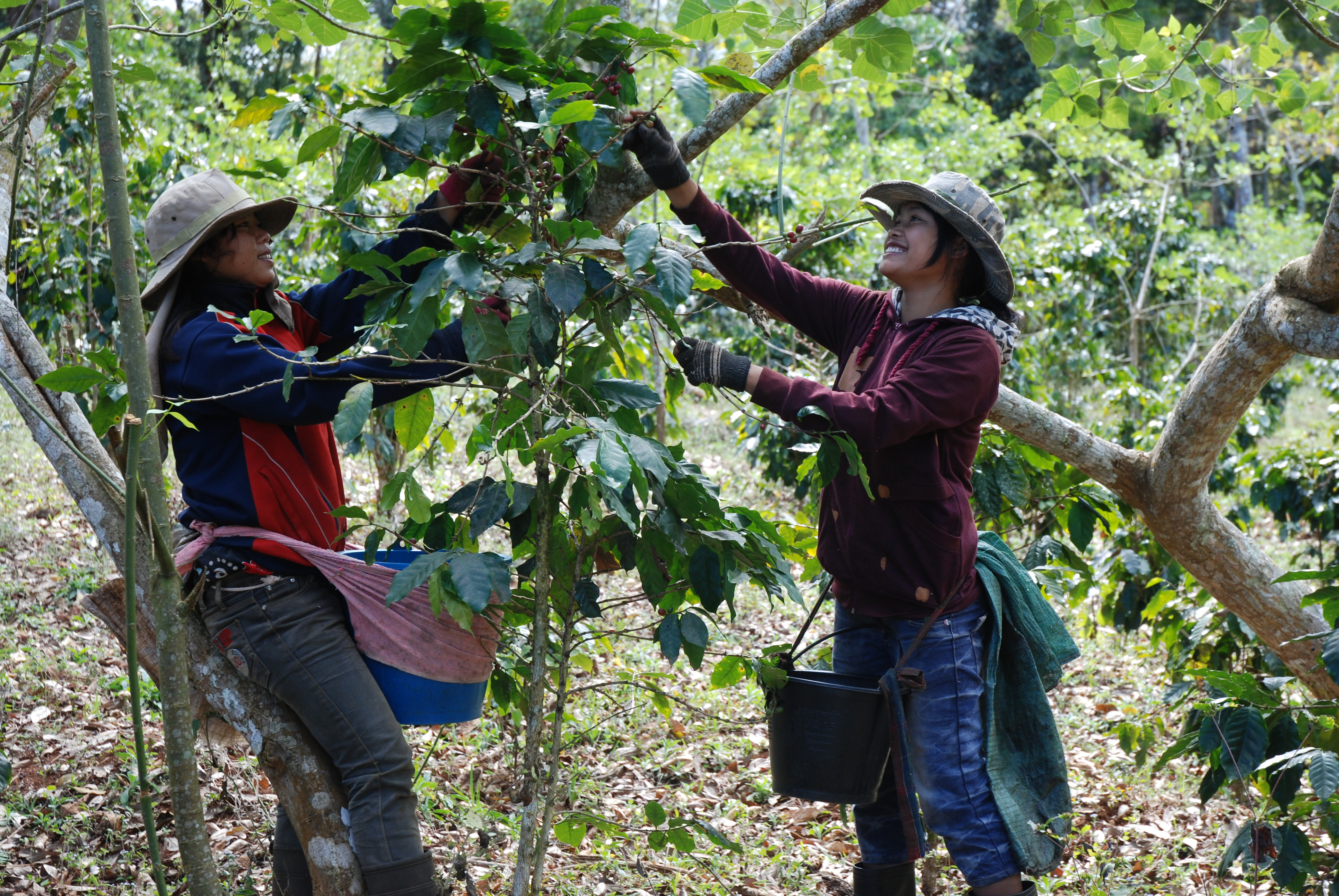
برداشت قهوه در لائوس

تولید قهوه در لائوس دو نوع اصلی قهوه، روبوستا و عربیکا را در برمی گیرد. نوع روبوستا بیشتر برای قهوه معمولی و هم چنین نوعی نوشیدنی قهوه در لائوس که با شیر عسلی مزه مطبوعی پیدا می‌کند، مورد استفاده قرار می‌گیرد. از قهوه نوع عربیکا که به دلیل طعم ملایم، کیفیت بالاتری دارد در تهیه اسپرسو استفاده می‌شود. از مجموع تولید سالانه ۲۰٬۰۰۰ تن قهوه در لائوس، ۵٬۰۰۰ تن را دانه قهوه عربیکا و ۱۵٬۰۰۰ تن را نوع روبوستا تشکیل می‌دهد.